# 小菅剣之助
- 小菅剣之助
- 小菅剱之助

小菅 剣之助（こすげ けんのすけ/こすが けんのすけ、元治2年1月24日（1865年2月19日） - 昭和19年（1944年）3月6日）は、将棋棋士（名誉名人）、実業家、政治家。8代 伊藤宗印門下。衆議院議員（1期）。尾張国愛知郡（現：愛知県名古屋市）出身。
将棋界が近代の形へ移っていく最初期の棋士であり、近代将棋界を確立した関根金次郎の兄弟子であるが、各地に将棋組織が乱立し、その統一で揉めた一連の過度期の中では既に引退し、棋界から離れていた人物である。しかしながら、関東将棋界と関西将棋界が決定的に決裂した神田事件において仲裁を行い、将棋大成会として再統一を果たし、その功労で名誉名人の称号を贈られた。

## 経歴
庄屋の子として生まれる。1877年に上京して勉学に励んだが病気のために翌年一旦帰省。将棋を本格的に初めて1879年に再び上京し、八代 伊藤宗印に入門。二段となる。20歳で四段となり諸国を漫遊。1887年に三たび上京し、宗印の内弟子となる。1888年春六段。1893年七段。引退後の1904年八段。
師匠の宗印が亡くなった1893年に現役引退し、実業界に転じる。米穀取引の仲介を営みながら自身も相場をはった。失敗するたびに場所を変え、1900年に四日市市に落ち着く。その後株式売買、木材取引、土地開発に着手。
1907年（明治40年）10月、当時の三人の八段である、関根金次郎・井上義雄・小菅の平手対局が神戸新聞により企画され、関根対井上は関根が三勝一敗とする。この時、小菅は神戸で香落ちで坂田三吉六段と対戦して敗れている。小菅と関根は対局しないまま、小菅が四日市に戻ってしまい、翌11月、関根が四日市を訪れて小菅と対局するが、手合いの話がつかず、互いに香落ちとする二番勝負を戦い、小菅が二連勝。さらに関根が香落ち下手番で戦うが小菅の勝利。
1920年に当時の三重県第2区から第14回衆議院議員総選挙に立候補して当選し衆議院議員となったが、1期務めただけで引退している。
十二世名人の小野五平が死去した1921年に名人に推されたが辞退。同年、弟弟子の関根金次郎が十三世名人になった。
1936年の神田辰之助の八段昇段を巡って将棋界が分裂した、いわゆる神田事件の際に調停の役割を果たし、「将棋大成会」の結成に尽力、自ら命名した。同年11月16日に名誉名人の称号を贈られた。「その数年後、十四世名人となって経営面の指導にかかわってほしいという意見が、将棋大成会内であったが、小菅が固辞した」と、大山康晴は記している。
1944年3月6日、熱海の別荘で死去。
八代伊藤宗印の実戦集「将棋名家手合」を編集した。
実業家としては四日市鉄道などの創設の他、東海電線（現・住友電装）、静岡電力、静岡電気鉄道（現・静岡鉄道）などの役員に名を連ねた。これらの事業は1934年に全て引退した。地元では市民病院、公会堂、商工会議所等を建設し、四日市市へ寄付をした。他にも四日市の港湾整備や工業発展に尽力している。また、私財を投じて米価暴騰に苦しむ人々を救済している。政治家としては自身の経験から米価安定が国民経済へ不可欠と考えて、米穀専売法を建議するものの、立憲政友会、憲政会の2大政党ではなく小政党に属したために通らなかった（同様の趣旨の食糧管理法は1942年に制定された）。

## 弟子・系譜
日本将棋連盟に所属した物故棋士とは紹介されないものの連盟の棋士系統図においては祖の一人となっている。
小菅自身の直弟子として後の将棋連盟所属棋士にも系譜が続いているのは山本樟郎だけである。山本の弟子には戦中から終戦直後にかけて現役棋士として活躍し、引退後は観戦記者や連盟会長として将棋界に尽力した加藤治郎がいる。山本の弟子には富沢幹雄もいる。
その加藤の弟子筋には、原田泰夫や桜井昇といった普及活動や後進育成に熱心な棋士がおり、小菅門下の系譜の棋士は他の祖となっている同世代の棋士と比べて数はあまり多くないものの、中田宏樹（王位戦挑戦者）や飯島栄治（竜王戦1組）、村山慈明（新人王、NHK杯）など、平成期以降にも一線級の棋士を輩出している。

## 著書
- 将棋名家手合 伊藤宗印 著,小菅剣之助 編,信藤長兵衛 訂 大倉書店  1893

## 名局集
- 小菅剣之助名局集 大山康晴 (著) 日本経済新聞社 1982/6

## 関連書籍
- 運命を指す男―勝負師小菅剣之助の生涯 倉島竹二郎著 冬樹社 1964

## テレビ番組
- 名勝負の解説 小菅剣之助特集（囲碁将棋チャンネル、解説：近藤正和、聞き手：中倉彰子）
  - 小菅剣之助六段 vs 小野五平八段（香落ち） 対局日：1890年12月7日
  - 小菅剣之助六段 vs 関根金次郎四段（平手） 対局日：1891年6月26日
  - 小菅剣之助六段 vs 相川治三吉六段（平手） 対局日：1892年10月13日
  - 小菅剣之助八段（相香落ちの香落番） vs 関根金次郎八段 対局日：1907年11月17日
  - 小菅剣之助八段（角落ち） vs 藤内源三郎五段格 対局日：1930年7月15日
  - 小菅剣之助六段 vs 関澄伯理六段（平手）対局日：1890年3月2日
  - 小菅剣之助四段（角落ち）vs 相川治三吉初段 対局日：1886年2月5日
  - 小菅剣之助六段 vs 下山橘叟四段（平手）　対局日：1889年5月25日
  - 名誉名人記念対局 小菅剣之助名誉名人（飛車落ち） vs 樋口義雄五段格 対局日：1937年1月21日
  - 小菅剣之助六段 vs 伊藤宗印11世名人（角落ち） 対局日：1890年3月6日